# Zotye SR9
Zotye SR9 — среднеразмерный кроссовер, выпускаемый китайской компанией Zotye в 2016—2019 годах.

## Описание
Zotye SR9 дебютировал в ноябре 2016 года. Его цены варьировались от 109800 до 162800 юаней. После Zotye SR7, это второй автомобиль серии SR. При разработке автомобиля этой модели компания ориентировалась на Porsche Macan.

## Zotye SR9 HEV
Zotye SR9 HEV является подзаряжаемым гибридом (PHEV) на базе Zotye SR9. Он дебютировал в августе 2017 года на автосалоне в Чэнду. Оснащался 2,0-литровым турбодвигателем 4G63 мощностью 190 л. с. с запасом хода 80 км.

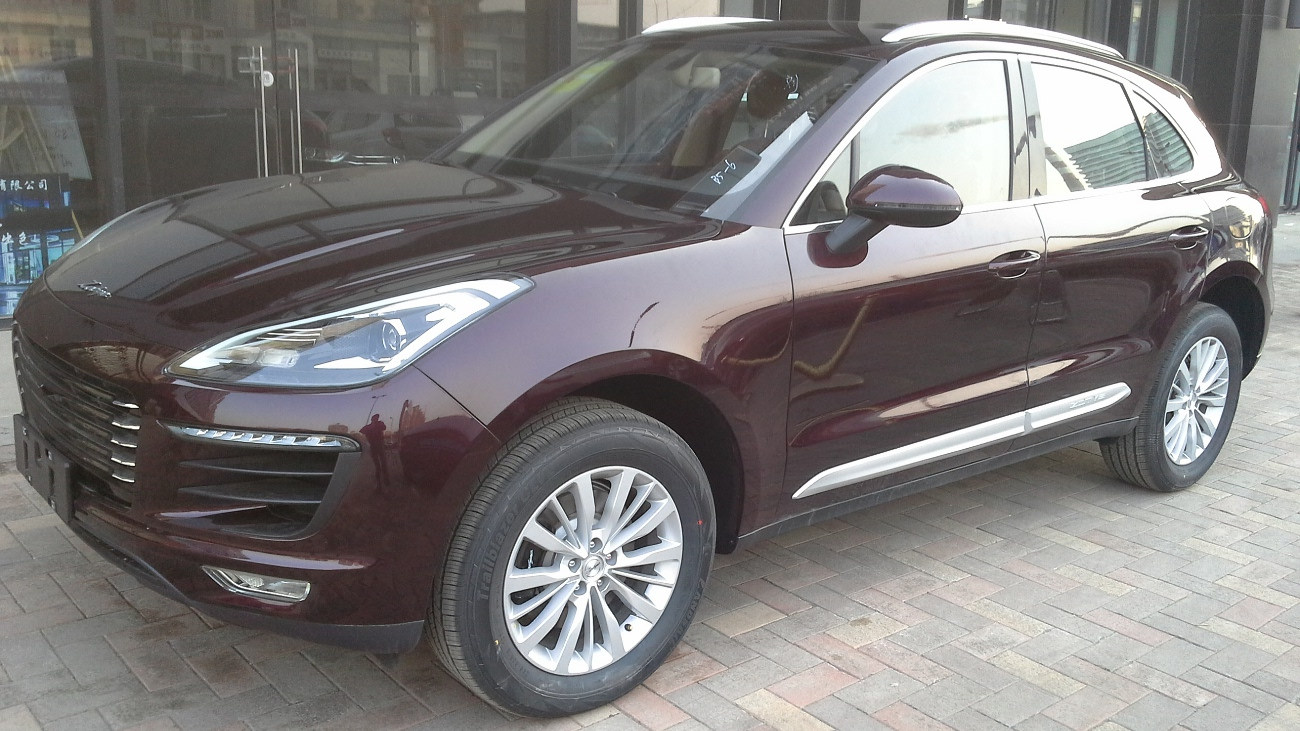
Zotye SR9
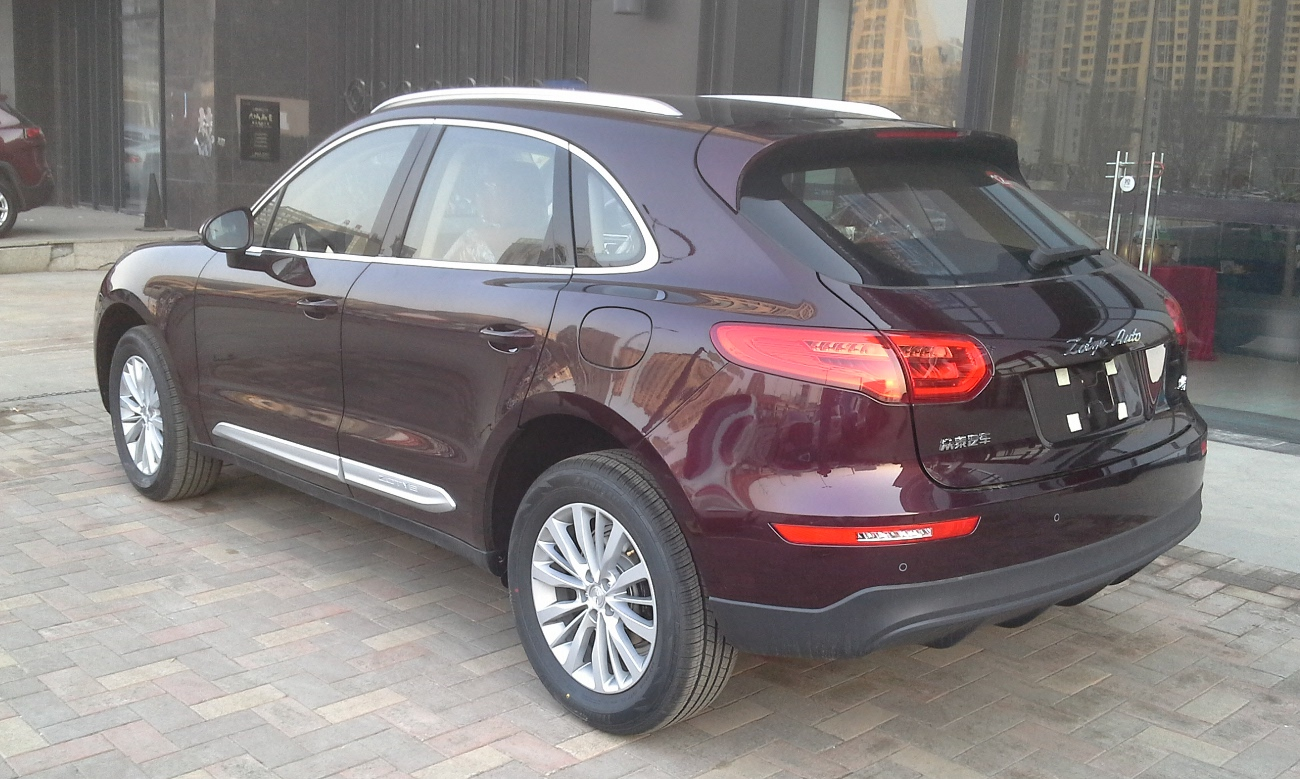
Zotye SR9